# 噶拉多傑
噶拉多傑（前55年—？，藏語：དགའ་རབ་རྡོ་རྗེ་，威利转写：dga' rab rdo rje，THL：garab dorjé），又義譯為勝喜金剛或極喜金剛，是藏傳佛教說法中，阿底瑜伽或大圓滿教法在世上傳行的人間初祖。（苯教對於大圓滿起源的說法則有所不同。）